# Sacavém
Sacavém je mesto na Portugalskem. Nahaja se 38° 47' severno in 9° 6' zahodno. Ima površino 3,81 km² ter 17.659 prebivalcev (2001).